# Maculonaclia agatha
Maculonaclia agatha là một loài bướm đêm thuộc phân họ Arctiinae, họ Erebidae.